# Meromacrus melmoth
Meromacrus melmoth är en tvåvingeart som beskrevs av Hull 1937. Meromacrus melmoth ingår i släktet Meromacrus och familjen blomflugor.
Artens utbredningsområde är Bolivia. Inga underarter finns listade i Catalogue of Life.